# Barroso, Minas Gerais
Pentru alte sensuri, vedeți Barroso, Minas Gerais (dezambiguizare).
Barroso este un oraș în unitatea federativă Minas Gerais (MG), Brazilia.